# Arbnor Muja
Arbnor Muja (Kosovska Mitrovica, 29 novembre 1998) è un calciatore kosovara con cittadinanza albanese, attaccante del Samsunspor e della nazionale albanese.

## Biografia
Ha anche un fratello più grande Ardian, anch'egli calciatore, che gioca nel Prishtina.

## Carriera

### Club
Ha giocato nella prima divisione kosovara, albanese ed in quella belga. Il 9 febbraio 2024 viene acquistato a titolo definitivo per 2.000.000 di euro dalla squadra turca del Samsunspor.

### Nazionale
Ha giocato nella nazionale kosovara Under-21.
È stato in seguito convocato dal CT della nazionale kosovara Alain Giresse per i due incontri di qualificazione per il campionato europeo 2024 contro Israele ed Andorra, senza però scendere in campo.
Successivamente, dopo vari messaggi in campo da parte del giocatore di voler giocare per la nazionale albanese e anche grazie alle sue ottime prestazioni con il suo club, viene dunque convocato dal CT della nazionale albanese Sylvinho per i due incontri di qualificazione a Euro 2024 contro Rep. Ceca e Polonia. Esordisce nella sfida pareggiata 1-1 in casa dei cechi.

## Statistiche

### Presenze e reti nei club
Statistiche aggiornate al 9 agosto 2025.
| Stagione          | Squadra            | Campionato        | Campionato | Campionato | Coppe nazionali | Coppe nazionali | Coppe nazionali | Coppe continentali | Coppe continentali | Coppe continentali | Altre coppe | Altre coppe | Altre coppe | Totale | Totale |
| Stagione          | Squadra            | Comp              | Pres       | Reti       | Comp            | Pres            | Reti            | Comp               | Pres               | Reti               | Comp        | Pres        | Reti        | Pres   | Reti   |
| ----------------- | ------------------ | ----------------- | ---------- | ---------- | --------------- | --------------- | --------------- | ------------------ | ------------------ | ------------------ | ----------- | ----------- | ----------- | ------ | ------ |
| 2016-2017         | Trepça             | SL                | 4          | 0          | CK              | 0               | 0               | -                  | -                  | -                  | -           | -           | -           | 4      | 0      |
| 2017-2018         | Trepça '89         | SL                | 2          | 0          | CK              | 0               | 0               | -                  | -                  | -                  | -           | -           | -           | 2      | 0      |
| 2018-2019         | E. Braunschweig II | 5L                | 17         | 7          | -               | -               | -               | -                  | -                  | -                  | -           | -           | -           | 17     | 7      |
| 2019-gen. 2020    | Skënderbeu         | KS                | 9          | 1          | CA              | 2               | 1               | -                  | -                  | -                  | -           | -           | -           | 11     | 2      |
| gen.-giu. 2020    | Trepça '89         | SL                | 11         | 1          | CK              | 0               | 0               | -                  | -                  | -                  | -           | -           | -           | 11     | 1      |
| 2020-2021         | Trepça '89         | SL                | 31         | 8          | CK              | 1               | 0               | -                  | -                  | -                  | -           | -           | -           | 32     | 8      |
| Totale Trepça '89 | Totale Trepça '89  | Totale Trepça '89 | 44         | 9          |                 | 1               | 0               |                    | -                  | -                  |             | -           | -           | 45     | 9      |
| 2021-2022         | Drita              | SL                | 20         | 4          | CK              | 3               | 2               | UECL               | 4                  | 0                  | -           | -           | -           | 27     | 6      |
| lug.-ago. 2022    | Drita              | SL                | 0          | 0          | CK              | 0               | 0               | UECL               | 4                  | 2                  | -           | -           | -           | 4      | 2      |
| Totale Drita      | Totale Drita       | Totale Drita      | 20         | 4          |                 | 3               | 2               |                    | 8                  | 2                  |             | -           | -           | 31     | 8      |
| 2022-2023         | Anversa            | PL                | 27         | 3          | CB              | 6               | 1               | UECL               | -                  | -                  | -           | -           | -           | 33     | 4      |
| 2023-feb. 2024    | Anversa            | PL                | 23         | 5          | CB              | 4               | 0               | UCL                | 7                  | 1                  | SB          | 1           | 0           | 35     | 6      |
| Totale Anversa    | Totale Anversa     | Totale Anversa    | 50         | 8          |                 | 10              | 1               |                    | 7                  | 1                  |             | 1           | 0           | 68     | 10     |
| feb.-giu. 2024    | Samsunspor         | SL                | 13         | 1          | TK              | 0               | 0               | -                  | -                  | -                  | -           | -           | -           | 13     | 1      |
| 2024-2025         | Samsunspor         | SL                | 33         | 3          | TK              | 1               | 0               | -                  | -                  | -                  | -           | -           | -           | 34     | 3      |
| 2025-2026         | Samsunspor         | SL                | 1          | 0          | TK              | 0               | 0               | UEL                | 0                  | 0                  | -           | -           | -           | 1      | 0      |
| Totale Samsunspor | Totale Samsunspor  | Totale Samsunspor | 47         | 4          |                 | 1               | 0               |                    | 0                  | 0                  |             | -           | -           | 48     | 4      |
| Totale carriera   | Totale carriera    | Totale carriera   | 191        | 33         |                 | 17              | 4               |                    | 15                 | 3                  |             | 1           | 0           | 224    | 40     |

### Cronologia presenze e reti in nazionale
| Cronologia completa delle presenze e delle reti in nazionale ― Albania | Cronologia completa delle presenze e delle reti in nazionale ― Albania | Cronologia completa delle presenze e delle reti in nazionale ― Albania | Cronologia completa delle presenze e delle reti in nazionale ― Albania | Cronologia completa delle presenze e delle reti in nazionale ― Albania | Cronologia completa delle presenze e delle reti in nazionale ― Albania | Cronologia completa delle presenze e delle reti in nazionale ― Albania | Cronologia completa delle presenze e delle reti in nazionale ― Albania |
| Data                                                                   | Città                                                                  | In casa                                                                | Risultato                                                              | Ospiti                                                                 | Competizione                                                           | Reti                                                                   | Note                                                                   |
| ---------------------------------------------------------------------- | ---------------------------------------------------------------------- | ---------------------------------------------------------------------- | ---------------------------------------------------------------------- | ---------------------------------------------------------------------- | ---------------------------------------------------------------------- | ---------------------------------------------------------------------- | ---------------------------------------------------------------------- |
| 7-9-2023                                                               | Praga                                                                  | Rep. Ceca                                                              | 1 – 1                                                                  | Albania                                                                | Qual. Euro 2024                                                        | -                                                                      | 70’                                                                    |
| 10-9-2023                                                              | Tirana                                                                 | Albania                                                                | 2 – 0                                                                  | Polonia                                                                | Qual. Euro 2024                                                        | -                                                                      | 70’ 75’                                                                |
| 12-10-2023                                                             | Tirana                                                                 | Albania                                                                | 3 – 0                                                                  | Rep. Ceca                                                              | Qual. Euro 2024                                                        | -                                                                      | 54’                                                                    |
| 17-10-2023                                                             | Tirana                                                                 | Albania                                                                | 2 – 0                                                                  | Bulgaria                                                               | Amichevole                                                             | -                                                                      | 46’                                                                    |
| 17-11-2023                                                             | Chișinău                                                               | Moldavia                                                               | 1 – 1                                                                  | Albania                                                                | Qual. Euro 2024                                                        | -                                                                      | 90+2’                                                                  |
| Totale                                                                 |                                                                        | Presenze                                                               | 5                                                                      |                                                                        | Reti                                                                   | 0                                                                      |                                                                        |

## Palmarès

### Club

#### Competizioni nazionali
- Campionato belga: 1

Anversa: 2022-2023
- Coppa del Belgio: 1

Anversa: 2022-2023
- Supercoppa del Belgio: 1

Anversa: 2023